# Paralastor petiolatus
Paralastor petiolatus är en stekelart som beskrevs av Schulthess 1925. Paralastor petiolatus ingår i släktet Paralastor och familjen Eumenidae. Inga underarter finns listade i Catalogue of Life.